# Slovenija
Slovenija (službeno: Republika Slovenija) je podalpska, a vrlo malim dijelom i sredozemna i panonska država na jugu Srednje Europe. Na zapadu graniči s Italijom, na sjeveru s Austrijom, na sjeveroistoku s Mađarskom, na istoku i jugu s Hrvatskom, a na jugozapadu ima izlaz na Jadransko more.
Područje moderne Slovenije bilo je dio Rimskoga carstva, Karantanije (sjeverna Slovenija), Karintije (Koruške) i Karniole (Kranjske), Svetoga Rimskog Carstva, Austro-Ugarske, Države Slovenaca, Hrvata i Srba, Kraljevine Srba, Hrvata i Slovenaca, Kraljevine Jugoslavije između dva svjetska rata, i SFR Jugoslavije od 1945. do neovisnosti u 1991. godini.
Slovenija je članica Ujedinjenih naroda, od 1. svibnja 2004. i Europske unije i saveza NATO. Također, Slovenija pripada Schengenskome području i Eurozoni. Svrstava je se u uži krug visokorazvijenih zemalja Europe i svijeta.

## Zemljopis
Slovenija se nalazi u Srednjoj Europi na dodiru Alpa, Dinarskog gorja, Panonske nizine i Sredozemlja. Klimu čini mješavina alpskog, sredozemnog i kontinentalnog podneblja. U sjeverozapadnom dijelu države prevladavaju Alpe s najvišim vrhom Triglavom (2864 m). U smjeru prema moru se prostire pokrajina Kras. Njen podzemni svijet skriva najveličanstvenije podzemne galerije u Europi, a to su Postojnska jama i Škocjanske jame koje su isklesale podzemne vode. Postojna se nalazi na Unescovom popisu kulturne i prirodne baštine. Više od polovine površine pokrivaju šume – 1.163.812 ha (u Europi veći postotak šuma imaju samo Finska i Švedska). U Sloveniji je zakonom zaštićeno približno 8 % ozemlja. Najveće područje zauzima Triglavski nacionalni park (83.807 ha). Geološka prošlost, različitosti u reljefu (od morske površine do 2864 m nadmorske visine) te činjenica, da se Slovenija rasprostire na četiri biogeografska područja, omogućili su bogatstvo biljnih i životinjskih vrsta. U Sloveniji uspijeva 3000 papratnjača i cvjetnjača te 50.000 različitih životinjskih vrsta. Brojni su i razni biljni i životinjski endemi.

## Nacionalni parkovi

### Prirodne znamenitosti
- Triglavski nacionalni park
- Krške jame
- Robanov kot
- Topla
- Notranjski Snežnik
- Rakov Škocjan
- Krakovski gozd
- Donačka gora
- Kozlerjeva gošča
- Divje jezero
- Cerkniško jezero
- Bledsko jezero
- Sečoveljske soline

### Ostali podaci
- najviši vrh: Triglav (2864 m)
- najsjevernija točka: 46° 52' 37,52" SGŠ, 16° 14' 18,14" IGD, naselje Budinci u općini Šalovci,
- najjužnija točka: 45° 25' 18,34" SGŠ, 15° 10' 56,06" IGD, naselje Damelj u općini Črnomelj,
- najistočnija točka: 46° 28' 33,76" SGŠ, 16° 36' 07,69" IGD, naselje Benica u općini Lendava,
- najzapadnija točka: 46° 17' 54,05" SGŠ, 13° 23' 47,81" IGD, u naselju Breginj u općini Kobarid.
- geometrijsko središte Slovenije 46° 07' 11,8" S in 14° 48' 55,2" I.
- najduža rijeka: Sava (218 km u Sloveniji) – najduža rijeka sasvim u Sloveniji: Krka, 111 km
- najveće jezero: Cerkniško jezero
- najveći grad: Ljubljana

## Povijest
Slavenski preci današnjih Slovenaca vjerojatno su se doselili na područje Slovenije u 6. stoljeću. U 7. stoljeću je nastala Karantanija, prva država Slovenaca i jedna od prvih slavenskih država. 745. godine Karantanija gubi neovisnost i pada pod vlast Bavarske, koja opet postaje dio franačke države. Stanovništvo se pokrštava. Uskoro pod Svetim Rimskim Carstvom kao dio Austrijskog okruga. Oko 1000. godine napisani su Brižinski spomeniki, prvi pisani dokument na slovenskom. U 14. stoljeću veći dio današnje Slovenije pada pod vlast Habsburgovaca, koji kasnije postaju Habsburška Monarhija. Slovenija se tada dijeli na četiri pokrajine: Kranjsku, Gorišku, Štajersku i Korošku. Godine 1848. brojne narode zahvaća narodni preporod, pa i Slovenci imaju politički program koji traži ujedinjenu Sloveniju. Organiziranjem habsburške države u Austro-Ugarsku, Slovenija dolazi u austrijski dio, podijeljena između nekoliko carskih zemalja. Zapad Slovenije bio je bojište u Prvome svjetskom ratu. Kad se 1918. godine raspala Austro-Ugarska, a Italija zauzela pokrajine Primorsku i Istru, kao i dijelove Dalmacije, osnovana je Država Slovenaca, Hrvata i Srba koja se brzo ujedinila s Kraljevinom Srbijom u Kraljevinu Srba, Hrvata i Slovenaca i ta se 1929. preimenovala u Kraljevinu Jugoslaviju. Kraljevina Jugoslavija se raspala u 2. svjetskom ratu. Slovenci su sudjelovali i na savezničkoj i na osovinskoj strani. Slovenija je potom postala dio socijalističke Jugoslavije, službeno proglašene 29. studenog 1943. godine. Kraj rata bio je poguban za Nijemce i katoličke nekomunistične Slovence. Njemački džep oko Kočevja u potpunosti je nestao. Katolički nekomunistički Slovenci ostali su zahvaćeni igrom u ratu i politici poslijeratnih razmirica. Tisuće vojnika vratilo se kući suočeno sa smrću i egzilom u rukama bivših ratnih neprijatelja i prinuđeni su preživjeti izbjegličke kampove i emigraciju. Današnja Slovenija je na temelju plebiscita proglasila neovisnost od SFRJ 25. lipnja 1991. nakon čega je uslijedio desetodnevni rat za neovisnost.

## Politika
Slovenski šef države je predsjednik, koji se bira svakih pet godina. Izvršnu vlast ima predsjednik vlade i njegov kabinet ministara.
Parlament ima dva doma: Državni zbor i Državni svet. Državni zbor ima 90 zastupnika, koji se dijelom biraju izravno, a dijelom razmjerno.
Državni svet ima 22 zastupnika, koji zastupaju važne društvene, gospodarske, strukovne i regionalne skupine. Parlamentarni izbori održavaju se svake četiri godine.
Vidi još:
- Hrvatsko-slovenski odnosi
- Otvorena pitanja u odnosima Hrvatske i Slovenije

## Stanovništvo
Prema popisu stanovništva iz 2002. Slovenija je imala 1.964.036 stanovnika. Etnički sastav je bio sljedeći: Slovenci 83,1 %, Srbi u Sloveniji 2 %, Hrvati 1,8 %, Bošnjaci 1,1 % i drugi.
Opredijeljenih kao Bosanci bilo je 8062, Mađara je bilo 6242, Albanaca 6186, Makedonaca 3972, Roma 3246, Crnogoraca 2686, Talijana 2258, regionalno opredijeljenih 1467, a od Nijemaca je danas ostalo 499.
Velike razlike u broju stanovnika srpske, hrvatske i bošnjačke nacionalnosti između zadnja dva popisa imaju izvor u činjenici da su slovenske vlasti 26. veljače 1992. brisale iz registra stalnih stanovnika 18.305 građana navedenih nacionalnosti s popisa stanovnika, oduzele im državljanstvo te ih proglasile stranim državljanima. Slučaj je dospio i do Europskoga suda za ljudska prava u Strasbourgu. "Izbrisani" već preko desetljeće i pol ne mogu ostvariti svoja građanska i ljudska prava u Sloveniji.

### Rezultati prethodnih popisa
- 1991. (Popis promijenjen i priklađen standardima EU-a po kojem se broje samo stanovnici sa stalnim prebivalištem u državi) – 1.913.355 stanovnika (Slovenci 88,3%, Hrvati 2,8 %, Srbi 2,5 %, Muslimani 1,4%)
- 1991. – 1.965.986 stanovnika: 1,727.000 Slovenaca ili 87,8 %, 54.212 Hrvata ili 2,8 %, 47.911 Srba ili 2,4 %, 26.867 Muslimani ili 1,4 %, 8.503 Mađara, 3.064 Talijana, 2.293 Roma i drugi.
- 1981. – 1.838.381 stanovnika (Slovenci 90,8 %, Hrvati 2,9 %, Srbi 2,3 %)
- 1971. – 1.679.051 stanovnika (Slovenci 94 %, Hrvati 2,5 %, Srbi 1,2 %)

Izvor: 7. Population by ethnic affiliation, Slovenia, Census 1953, 1961, 1971, 1981, 1991 and 2002

## Gospodarstvo
Slovenija ima visoko razvijeno gospodarstvo te je procjena BDP-a per capita za 2008. godinu 28,010.76 $. Nalazi se na drugom mjestu, iza Cipra, među novim članicama EU te iznosi 93 % prosjeka EU. Relativno visoka inflacija je 2006. pala na 2,3 % (prije prihvaćanja eura), ali je u listopadu 2007. ponovno narasla na 5,1 % što jer bilo više od prosjeka eurozone. Slovensko gospodarstvo je počelo jače rasti u zadnje četiri godine i to 4,3 % u 2004. i 2005., 5,9 % u 2006. te 6,8 % u 2007., nakon relativno slabog rasta u 2003. godini (2,8 %). U prva tri tromjesečja 2008. gospodarsvo je raslo 5 % na godišnjoj razini.
Unatoč gospodarskom uspjehu, Slovenija se još uvijek suočava s različitim izazovima. Veliki dio ekonomije je ostalo u rukama države, a direktna strana ulaganja su među najmanjima u EU. Porezi su relativno visoki, tržište rada je nefleksibilno te je industrija manje konkurentna. Tijekom posljednjih 10 godina došlo je do privatizacije banaka, telekomunikacija i javnih usluga te se očekuje da će se strana ulaganja povećati. Slovenija je vodeća među novim članicama EU i prva je nova članica koja je prihvatila novu europsku valutu euro 1. siječnja 2007.
Slovensko je gospodarsko vrlo razvijeno, najbolje među tranzicijskim državama, sa starom rudarskom, industrijskom i obrtničkom tradicijom. Poljoprivreda je od manjeg značaja, a obrađeno je samo 12 % površine. U turizmu su značajna primorska ljetovališta (Piran, Portorož, Izola, Kopar, Ankaran, Debeli rtič), skijaška središta (Maribor, Kranjska Gora, Vogel, Kanin, Rogla) i toplice (Radenci, Moravske Toplice, Terme Čatež, Terme Dobrna, Lendava, Maribor, Ptuj, Šmarješke Toplice).

## Kultura
Oko 1000. godine napisani su Brižinski spomeniki, prvi pisani dokument na slovenskom jeziku. Slovensku prvu knjigu je tiskao protestantski reformator Primož Trubar (1508. – 1586.). To su u biti bile dvije knjige: (katekizam) i abecedarij koje su izdane 1550. u Tübingenu u Njemačkoj. Središnja pokrajina, Kranjska (koja je postojala kao dio Austro-Ugarske sve do početka 20. stoljeća), je bila etnografski i povijesno dobro opisana u knjizi Slava Vojvodine Kranjske (Die Ehre deß Herzogthums Crain) koju je izdao 1689. Janez Vajkard Valvasor (1641. – 1693.).
Najveći slovenski književnici bili su: pjesnici France Prešeren (1800. – 1849.), Oton Župančič, Srečko Kosovel, Edvard Kocbek i Dane Zajc te pisci Ivan Cankar (1876. – 1918.), Vladimir Bartol i Prežihov Voranc, dok su Alojz Rebula, Drago Jančar, Boris Pahor, Tomaž Šalamun, Aleš Debeljak i Aleš Šteger vodeći književnici suvremene slovenske književnosti.
Najvažniji slovenski slikari su: Jurij Šubic i Anton Ažbe koji su djelovali krajem 19. stoljeća. Ivana Kobilca, Rihard Jakopič, Ivan Grohar djelovali su početkom 20. stoljeća, a Avgust Černigoj, Lojze Spacal, Anton Gojmir Kos, Riko Debeljak, Marij Pregelj, a posebno Gabrijel Stupica i Janez Bernik obilježili su drugu polovicu 20. stoljeća. Suvremeni slikari su: Emerik Bernard, Metka Krašovec, Ivo Prančič, Gustav Gnamuš, grupa IRWIN i Marko Peljhan. Zoran Mušič, koji je radio u Parizu i Veneciji, postao je slavan i diljem svijeta. Neki od važnjijih slovenskih kipara su: Fran Berneker, Lojze Dolinar, Zdenko Kalin, Slavko Tihec, Janez Boljka i danas Jakov Brdar i Mirsad Begić. Poznati slovenski arhitekti su: Jože Plečnik i Max Fabiani, Edo Ravnikar, Milan Mihelič.
U Sloveniji su djelovali i brojni glazbenici i skladatelji kao što je renesansni skladatelj Jacobus Gallus (1550. – 1591.) koji je utjecao na tadašnju europsku glazbu i violinski virtuoz Giuseppe Tartini. Bojan Adamič, poznati filmski skladatelj i Ivo Petrić, skladatelj europske klasične glazbe djelovali su tijekom 20. stoljeća.
Suvremeni popularni glazbenici i glazbeni sastavi su: Slavko Avsenik, Laibach, Vlado Kreslin, Pero Lovšin, Pankrti, Zoran Predin, Lačni Franz, New Swing Quartet, DJ Umek, Valentino Kanzyani, Siddharta, Big Foot Mama, Terrafolk, Katalena, Magnifico i drugi.
Za slovensku kinematografiju značajni su: Karol Grossmann, Janko Ravnik, Ferdo Delak, France Štiglic, František Čap, Mirko Grobler, Igor Pretnar, France Kosmač, Jože Pogačnik, Matjaž Klopčič, Jane Kavčič, Jože Gale, Boštjan Hladnik i Karpo Godina. Suvremeni filmski redatelji Janez Burger, Jan Cvitkovič, Damjan Kozole, Janez Lapajne i Maja Weiss najznačajniji su predstavnici tzv. renesanse slovenske kinematografije.
Od znanstvenika se ističu nobelovac Fritz Pregl, fizičar Jožef Stefan, psiholog i antropolog Anton Trstenjak, filozofi Slavoj Žižek i Milan Komar, jezikoslovac Franc Miklošič, liječnik Anton Marko Plenčič, matematičar Jurij Vega, sociolog Thomas Luckmann, teolog Anton Strle i raketni inženjer Herman Potočnik.

## Obrazovanje
Slovenski obrazovni sustav se sastoji od predškolskog obrazovanja, osnovnog obrazovanja (9 godina), srednjoškolskog obrazovanja (stručno i opće obrazovanje), višeg stručnog obrazovanja te visokog obrazovanja. Posebni dijelovi sustava su obrazovanje odraslih, glazbeno i plesno obrazovanje, obrazovanje za ljude s posebnim potrebama i razni programi u etničkim i jezičnim izmiješanim područjima.
Trenutno se u Sloveniji nalaze tri javna i jedno privatno sveučilište, a oni su:
- javna sveučilišta:

- Sveučilište u Ljubljani
- Sveučilište u Mariboru
- Sveučilište u Primorskoj

- privatno sveučilište je:

- Sveučilište u Novoj Gorici

## Teritorijalni ustroj
Prema Ustavu Repubike Slovenije, općina (slovenski občina) je samoupravna lokalna zajednica (tj. jedinica lokalne samouprave), koja obuhvaća područje jednog ili više naselja koja su povezana zajedničkim potrebama i interesima stanovnika.
Po slovenskom Zakonu o lokalnoj samoupravi, općina mora imati najmanje 5000 stanovnika, ali ima i onih koje zbog zemljopisnih, pograničnih, nacionalnih, povijesnih ili gospodarskih razloga imaju taj status iako imaju manje od 5000 stanovnika. U djelokrug općine spadaju poslovi lokalnog značaja koje općina može obavljati samostalno i koji se tiču samo stanovnika općine. Grad može dobiti status gradske općine (slovenski mestna občina) ako ima više od 10000 stanovnika te predstavlja zemljopisno, gospodarsko i kulturno središte područja koje mu gravitira. Međutim taj status može dobiti i općina zbog povijesnih razloga. Na gradsku općinu država može prenijeti poslove iz svoje nadležnosti, a koji utječu na razvoj grada.

Slovenija je od veljače 2011. godine podijeljena na 212 općina, među kojima njih 11 ima status gradske općine (označene s bold).
Osim na općine, kao jedinice lokalne samouprave, Slovenija je podjeljena i na 58 upravnih jedinica (koje se mogu usporediti s uredima državne uprave u županijama u Hrvatskoj) koje obavljaju poslove državne uprave i ne zadiru u samoupravne poslove općina.

### Statističke regije
Iako zakonski nigdje nije regulirano, Slovenija je podjeljena i na pokrajine (u zemljopisnom smislu), odnosno na regije.
Tako je za potrebe državne statistike država podjeljena na 12 regija, a one su:
1. Gorenjska
2. Goriška
3. Jugoistočna Slovenija
4. Koruška
5. Notranjsko-kraška
6. Obalno-kraška
7. Središnja Slovenija
8. Podravska
9. Pomurje
10. Savinjska
11. Donjoposavska
12. Zasavlje

Ustav Republike Slovenije dopušta šire samoupravne zajednice, odnosno pokrajine, na koje pak država može prenijeti neke poslove iz svog djelokruga.

### Povijesne pokrajine
1. Primorska
Slovenska Istra
2. Kranjska
2a. Gorenjska
2b. Notranjska
2c. Dolenjska i Bela krajina
3. Koruška
4. Štajerska
5. Prekmurje

## Promet
Slovenija, smještena na prometnom pravcu koji povezuje srednju Europu i Jadransko more, raspolaže mrežom cesta i željezničkih pruga, koja se zadnje vrijeme obnavlja i uz financijsku pomoć Europske unije. Autocesta preko Ljubljane spaja Maribor i glavnu luku Kopar, a do 2008. je izgrađen smjer Karavanke – Ljubljana – Novo Mesto – Zagreb. Glavne zračne luke su Ljubljana i Maribor.

## Šport
Među najpopularnije momčadske sportove u Sloveniji ubrajaju se nogomet, košarka, rukomet, hokej na ledu i skijanje.
Slovenska nogometna reprezentacija dva puta je izborila nastup na završnici Svjetskoga prvenstva u nogometu (2002. i 2010.) te je isto tako dvaput sudjelovala na završnome turniru Europskog prvenstva u nogometu (2000. i 2024.).
U posljednje vrijeme Slovenska rukometna reprezentacija također niže zapažene rezultate.
Slovenska košarkaška reprezentacija u više navrata je nastupila na Europskom prvenstvu u košarci, a najveći uspjeh je osvojeno četvrto mjesto (2009). Među poznatijim slovenski košarkašima se ističe, danas trener Jure Zdovc koji je s reprezetacijom bivše Jugoslavije osvoji brojne medalje, a poznati moderni slovenski košarkaši nastupaju u NBA ligi: Luka Dončić, Goran Dragić, Sasha Vujačić, Radoslav Nesterović i Beno Udrih.
Najuspješniji hokejaš Slovenije je NHL zvijezda Anže Kopitar.
Brigita Bukovec je slovenska atletičarka koja je na 100m s preponama osvojila srebrnu medalju na olimpijskim igrama u Atlanti 1996., a na otvaranju 1996. olimpijsku baklju je nosio slovenski gimnastičar Leon Štukelj tada kao jedan od najstarijih živućih olimpijaca.
Najuspješnija skijašica Slovenije je svjetska rekorderka i najbolja skijašica svjeta Tina Maze.

## Državni blagdani (neradni dani)
| Datum            | Naziv                        | Napomene               |
| ---------------- | ---------------------------- | ---------------------- |
| 1. siječnja      | Nova godina                  | do 2012. i 2. siječnja |
| 8. veljače       | Prešernov dan                |                        |
| dan nakon Uskrsa | Uskrsni ponedjeljak          | klizni datum           |
| 27. travnja      | Dan otpora                   |                        |
| 1. i 2. svibnja  | Praznik rada                 |                        |
| 25. lipnja       | Dan državnosti               |                        |
| 15. kolovoza     | Velika Gospa                 |                        |
| 31. listopada    | Dan reformacije              |                        |
| 1. studenog      | Dan uspomena na mrtve        |                        |
| 25. prosinca     | Božić                        |                        |
| 26. prosinca     | Dan neovisnosti i zajednosti |                        |

## Vanjske poveznice
- Slovenia.si. Your gateway to information on Slovenia.(engl.)
- Vlada Republike Slovenije (slov.)(engl.)
- Ured vlade za odnose s javnošću (slov.)(engl.)
- Službeni turistički portal Slovenije  (slov.)(engl.)(njem.)(fr.)(tal.)

### Ostali projekti
|  | Zajednički poslužitelj ima stranicu o temi Slovenija    |
|  | Zajednički poslužitelj ima još gradiva o temi Slovenija |
|  | Zajednički poslužitelj sadrži atlas Slovenije           |